# Linea Waterloo & City
La linea Waterloo & City (in inglese: Waterloo & City line), conosciuta colloquialmente come The Drain (in italiano letteralmente: Lo Scarico) è la più breve linea della metropolitana di Londra. Aperta nel 1898, la linea conta soltanto due stazioni, Waterloo e Bank (un tempo chiamata "City", visto che si trova nel cuore della Città di Londra). Fra le due stazioni, la linea passa sotto il Tamigi.
Essa esiste esclusivamente per il traffico di interscambio fra la stazione di Waterloo e la City di Londra, e funziona soltanto negli orari e nei giorni lavorativi della City. Soltanto per il breve periodo di quattro anni fra il 1943 e il 1947 rimase in esercizio anche nei giorni di domenica.. Il tragitto fra le due stazioni dura soltanto quattro minuti. Fu la seconda metropolitana a trazione elettrica costruita a Londra dopo la City & South London Railway (ora parte della linea Northern). Le banchine sono lunghe soltanto 70 metri. Insieme alla linea Circle e alla linea Hammersmith & City, è l'unica linea ad avere tutte le stazioni interconnesse con altre linee, ed è l'unica, oltre alla linea Victoria, ad avere un percorso completamente sotterraneo. L'accesso alla Waterloo & City Line è separato rispetto al resto della metropolitana, e qualora non si abbia un abbonamento bisogna pagare un altro biglietto, anche se si arriva da un'altra linea della stessa Tube.

## Storia
La London and South Western Railway (L&SWR) costruì la stazione Waterloo Bridge nel 1848 (in seguito rinominata ufficialmente Waterloo nel 1882). Il sito della stazione era stato scelto per poter far giungere i passeggeri nella City, allora mal servita dai mezzi di trasporto pubblico, ma la distanza da percorrere a piedi era considerata un serio inconveniente. La L&SWR sperava di prolungare la linea verso est fino a giungere nelle vicinanze del Ponte di Londra; tale proposta venne però abbandonata per l'elevato costo di realizzazione.
Quando la South Eastern Railway (SER) aprì un collegamento da London Bridge a Charing Cross nel 1864, costruì una diramazione per Waterloo, ma i disaccordi e la concorrenza fra le due compagnie fecero sì che non venisse mai usata per collegamenti diretti. Dietro pressioni della L&SWR, la SER aprì nel gennaio 1869 una stazione intermedia sulla sua linea per Charing Cross, Waterloo Junction, oggi la stazione di Waterloo Est. L'interscambio rimase però limitato in quanto non era permesso l'utilizzo di un unico biglietto per il trasferimento di linea.
Varie proposte furono avanzate per una ferrovia fra Waterloo e la sponda nord del Tamigi; nel 1864 per una ferrovia pneumatica sotterranea da Great Scotland Yard e nuovamente nel 1881 per una ferrovia di superficie con capolinea a Queen Street. Le proposte non ebbero seguito per via degli enormi costi.

### La costruzione della Waterloo & City Railway
Nel 1891 fu presentato un progetto di legge per costruire una ferrovia sotterranea a trazione elettrica tra Waterloo e la Mansion House nella City. La proposta era sostenuta dalla L&SWR ma era indipendente. All'epoca l'unica altra linea elettrica sotterranea nel Regno Unito era la City & South London Railway. Il progresso fu lento, ma infine la legge fu approvata il 27 luglio 1893. I lavori iniziarono nel giugno 1894; i progettisti principali furono W.R. Galbraith e James Henry Greathead, inventore dell'omonimo sistema di escavazione sotterranea. Inizialmente furono scavati due pozzi verticali di 16 piedi (4,9 m) di diametro, dai quali nel novembre dello stesso anno iniziò la perforazione dei tunnel, aventi profondità media di 45 piedi (13,7 m) e profondità massima di 63 piedi (19,2 m) sotto il Tamigi.

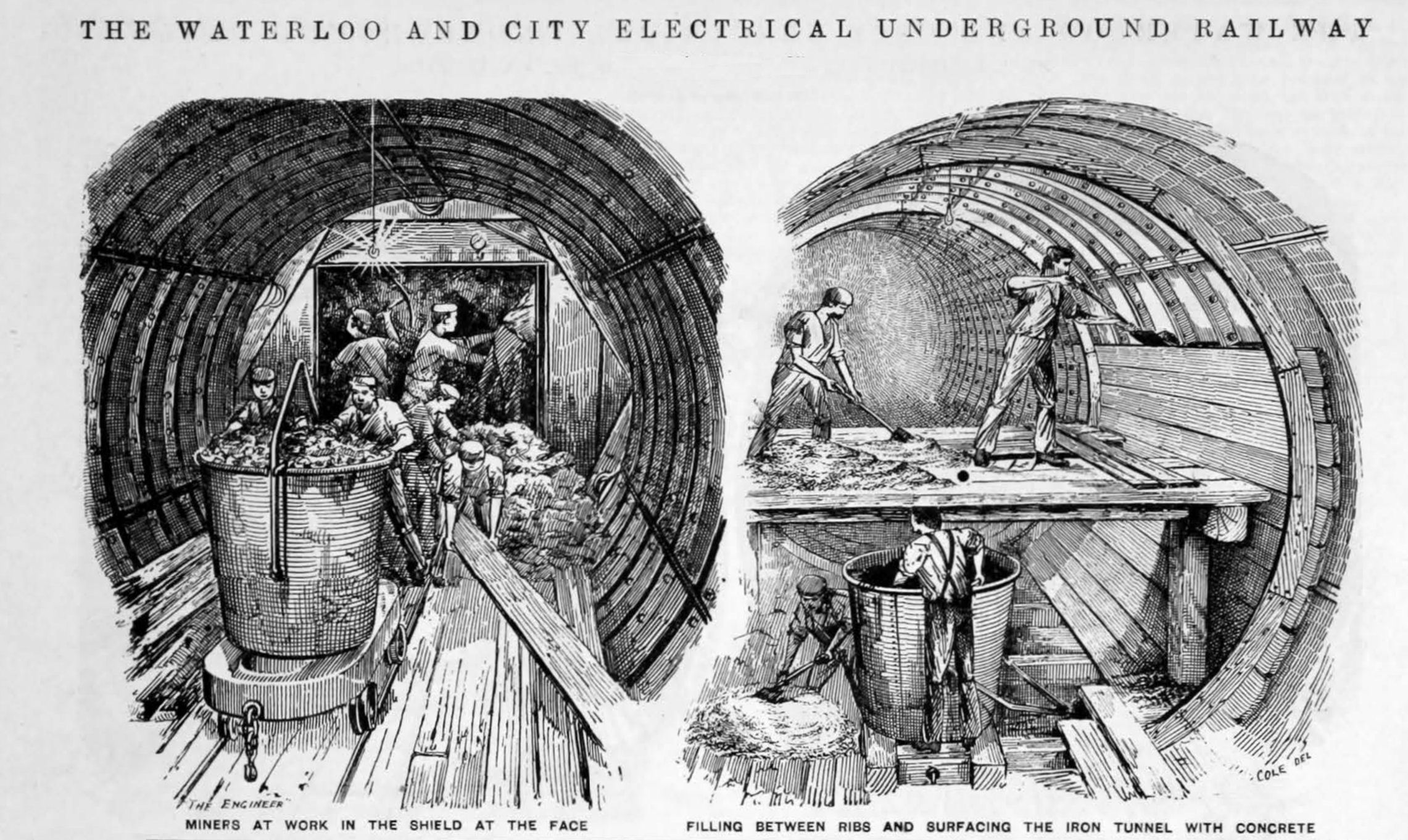
Lo scudo Greathead utilizzato per lo scavo della Waterloo & City Railway

I tunnel hanno un diametro interno di 12 piedi 1 3⁄4 pollici (3,70 m) tranne che per le curve, dove il diametro è di 12 piedi 9 pollici (3,89 m). La linea ha una lunghezza totale di 1 miglio 1 012 iarde (2,53 km).
Il terminal alla stazione di Waterloo fu costruito in due arcate adiacenti ma separate da quelle che coprono la stazione principale, una per la banchina dei treni in partenza e una per quelli in arrivo. I binari di parcheggio e per l'inversione di marcia erano situati oltre l'estremità delle banchine. I binari corrono perpendicolarmente a quelli delle linee ferroviarie principali. Alla nuova stazione nella City c'erano due banchine, ognuna delle quali poteva essere utilizzata da un treno in arrivo, che poteva fare inversione alla banchina. La banchina sinistra fu prolungata di una lunghezza pari a quella di un treno, in modo da poter essere utilizzata come binario di parcheggio. La sezione dei tunnel per le banchine era di 23 piedi (7,0 m), all'epoca la più grande del mondo.

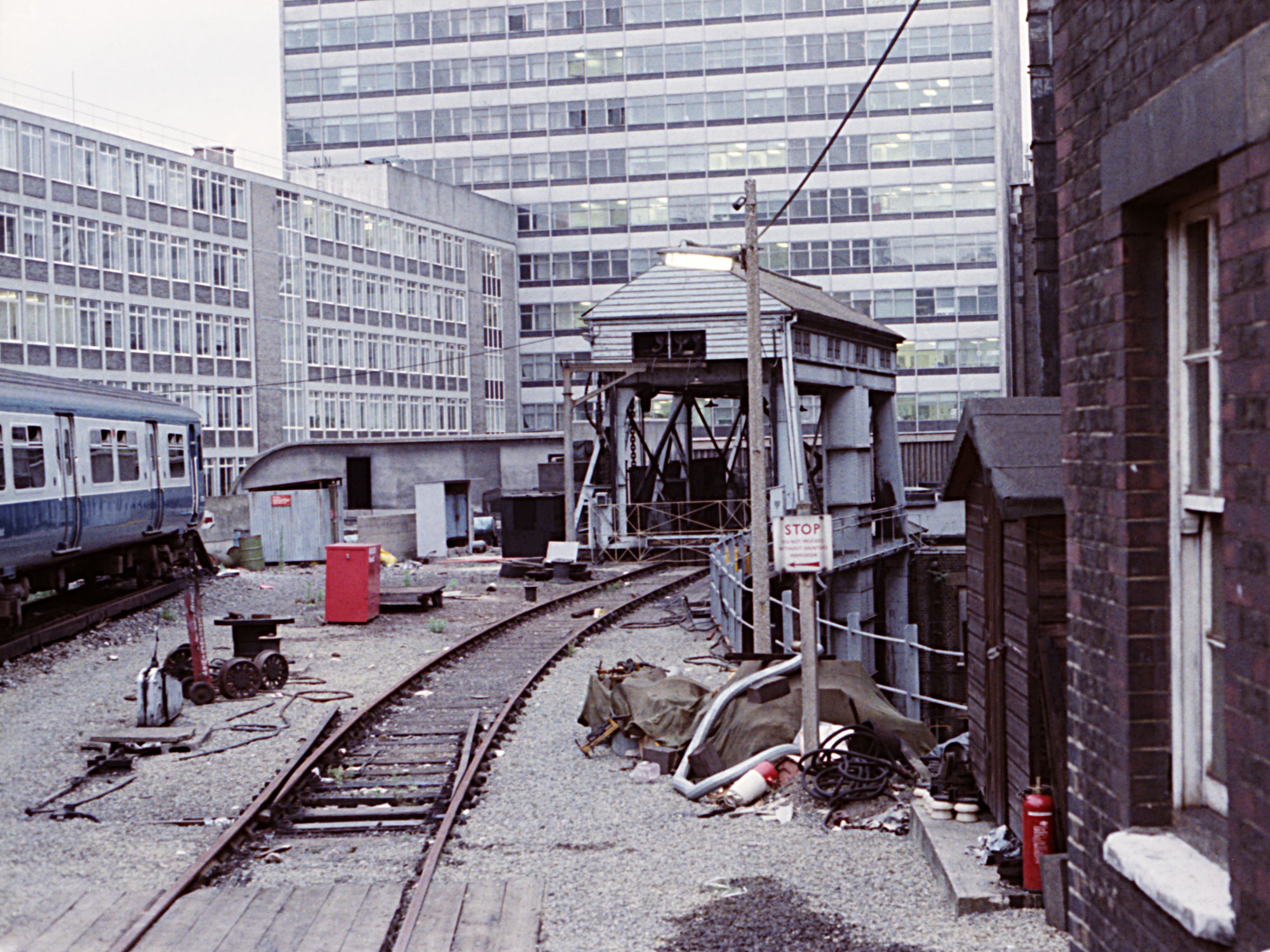
L'ascensore Armstrong nel 1988.

La stazione nella City non era originariamente chiamata Bank. La Central London Railway (CLR), che divenne poi la linea Central, aveva ottenuto nel 1891 l'autorizzazione del Parlamento a costruire una stazione nel punto dove si trova l'odierna stazione di Bank, a condizione che si impegnasse a costruire sottopassaggi aperti al pubblico e che ogni altra compagnia che costruisse una stazione nelle vicinanze avesse il diritto di collegarsi tramite sottopassaggi alla stazione della CLR. Lo scopo era evidentemente quello di creare una stazione unica in una zona già estremamente congestionata e si riferiva alla W&CR. La CLR terminò i suoi lavori dopo la W&CR, ma dovette completare i collegamenti necessari. Anche la City and South London Railway (CSLR) (oggi parte della linea Northern) operava dalla stazione, che la CLR e la CSLR denominavano Bank e la W&CR City. La stazione della W&CR era situata a distanza considerevole dall'atrio vicino al livello della strada, e questo in seguito comportò lamentele continue da parte dei passeggeri che dovevano risalire una galleria lunga e ripida per raggiungere l'uscita.
Poiché la linea non aveva nessun collegamento con altre linee né con alcuna sezione di superficie, fu necessario installare un paranco per calare i vagoni sulla linea e tirarli fuori in caso di manutenzione straordinaria. A questo scopo fu costruito un ascensore situato a ovest della stazione di Waterloo, noto come "ascensore Armstrong", dal nome del fabbricante. Venne completato nell'aprile 1898 e rimase in uso fino a quando non venne smantellato nel 1990 durante la costruzione del terminal internazionale a Waterloo. La movimentazione dei vagoni avviene oggi per mezzo di una gru situata in un pozzo adiacente al deposito treni, a sud della stazione principale.

### La gestione della L&SWR
Terminati i lavori e il collaudo, la linea fu formalmente aperta dal Duca di Cambridge l'11 luglio 1898 con un viaggio inaugurale da Waterloo alla City e ritorno. La tratta avrebbe dovuto essere gestita dalla L&SWR, ma non tutto era pronto e vi fu un ritardo di quattro settimane. La linea aprì al pubblico l'8 agosto 1898. Veniva applicata una tariffa unica di 2 penny e il servizio non veniva svolto di domenica.
La linea era stata gestita dalla L&SWR fin dall'inizio, e nel 1906 questa compagnia propose alla W&CR di assorbirla completamente. Il trasferimento di proprietà fu approvato dal Parlamento nel luglio 1906 e, con il consenso degli azionisti della W&CR, ebbe luogo il 1º gennaio 1907.

### La gestione della Southern Railway
In base al Railways Act del 1921, le compagnie ferroviarie della Gran Bretagna vennero raggruppate in quattro compagnie (note come "le Grandi Quattro") a partire dal 1923. la L&SWR divenne parte della Southern Railway. Per via del suo status come parte di una della "Grandi Quattro", la ferrovia Waterloo & City non venne rilevata dal London Passenger Transport Board quando nel 1933 quest'ultimo venne formato per gestire in un ente unificato le linee della metropolitana di Londra, rendendola l'unica linea metropolitana non gestita dal LPTB. Malgrado questa anomalia, la linea fu inclusa in quasi tutte le versioni della mappa della metropolitana di Londra, fino alla sua integrazione nella rete della metropolitana nel 1994.
Nel 1934 il LPTB propose una nuova stazione intermedia a Blackfriars, che avrebbe dovuto integrarsi con l'esistente stazione della linea District. Fu inoltre proposto di estendere la linea da Bank fino a Liverpool Street e Shoreditch, e da lì lungo la linea East London fino a New Cross e New Cross Gate. Nessuno di questi progetti andò oltre lo stadio di proposta.
Nel 1937 la Southern Railway commissionò una revisione degli aspetti tecnici della linea, ormai vecchia di quarant'anni. Si propose di ordinare nuovi convogli da cinque carrozze e di installare scale mobili nella stazione della City. Quest'ultimo progetto fu cancellato dallo scoppio della guerra nel 1939, ma i nuovi treni in stile Art Deco, denominati come Classe 487, furono ordinati e consegnati nel 1940. Quando la linea riaprì con i nuovi treni il 28 ottobre 1940, la stazione della City venne rinominata Bank, in accordo con il nome utilizzato per la stazione dalle linee del LPTB (Central e Northern).

### La gestione della British Railways
Il 1º gennaio 1948 la Southern Railway, insieme alle altre compagnie ferroviarie della Gran Bretagna, fu nazionalizzata, con la formazione della British Railways.
Quando la linea era stata costruita, le banchine alla stazione di Bank erano situate a notevole distanza dalle uscite di superficie e i passeggeri dovevano percorrere a piedi un tunnel lungo e inclinato. Questo portò a numerose lamentele e, a partire dal 1929, vi furono diverse proposte per migliorare la situazione, inclusa l'installazione di scale mobili, l'apertura di nuove uscite e un collegamento diretto con le banchine della linea Central. A questo scopo la British Railways stipulò nel 1957 un contratto con la compagnia Otis per l'installazione di un marciapiede mobile, all'epoca chiamato "Travolator". Il progetto fu bloccato per mancanza di fondi, ma ripreso nel luglio 1958 e aperto ufficialmente dal sindaco di Londra il 27 settembre 1960. Due nastri mobili paralleli operavano entrambi per la salita durante l'ora di punta mattutina, passando in seguito a uno per ciascuna direzione. I marciapiedi mobili originali della Otis sono stati in seguito sostituiti. Nell'occasione venne anche incrementata la frequenza dei convogli nell'ora di punta, con un treno ogni 2,5 minuti.

#### Passaggio al Network SouthEast
Intorno alla metà degli anni ottanta, la British Rail fu divisa in diversi settori. La Waterloo & City ricadde nella competenza del Network SouthEast, che gestiva le linee ferroviarie nell'area metropolitana di Londra. I vecchi treni della classe 487 furono ridipinti nei colori rosso, bianco e blu della NSE.
Nel settembre 1989 fu presentato un progetto di completa modernizzazione della linea, per un costo di 19 milioni di sterline. Entrambe le stazioni sarebbero state ristrutturate nello stile NSE, i binari e il sistema di segnalazione sarebbero stati sostituiti, e nuovi treni furono ordinati. I vecchi treni furono ritirati il 28 maggio 1993; il servizio venne sospeso e sostituito da un servizio temporaneo di autobus. Il progetto fu completato nel luglio 1993, con la consegna di cinque treni a quattro carrozze della Classe 482, basati su un progetto dei treni dello "Stock 1992" utilizzati dalla metropolitana di Londra sulla linea Central.

### La gestione della Metropolitana di Londra
Come parte della privatizzazione della British Rail, il 1º aprile 1994 la linea fu trasferita alla London Underground Ltd per la somma simbolica di 1 sterlina. Il colore turchese per la linea da impiegare sulle mappe della metropolitana venne scelto da un'avvocata che faceva parte del team di legali che lavorava sugli aspetti giuridici del passaggio di proprietà.. Dal 15 aprile 1996 fu inaugurato un nuovo orario, con una frequenza di tre convogli ogni dieci minuti durante l'ora di punta.
Nel gennaio 2003, la linea fu chiusa per oltre tre settimane per controlli di sicurezza, dopo un grave deragliamento sulla linea Central che richiese modifiche a tutti i treni dello "Stock 1992".
Tra aprile e settembre 2006, la linea rimase chiusa per cinque mesi, per una ristrutturazione intrapresa dal consorzio Metronet, per un costo di 40 milioni di sterline. I lavori inclusero il rinnovamento di tunnel, banchine e deposito, e la completa sostituzione dei binari e dei segnali. I treni vennero rinnovati e ridipinti nella livrea della London Underground. La linea riaprì l'11 settembre 2006.
Durante le Olimpiadi di Londra e le Paralimpiadi di Londra del 2012, tra la fine di giugno e i primi di settembre 2012 la linea fu utilizzata anche di domenica, per affrontare il maggiore afflusso di passeggeri per la City.
Nel 2018 venne aperto un nuovo ingresso alla stazione di Bank, situato all'interno della sede della società Bloomberg, che consente l'accesso alle banchine della linea Waterloo & City tramite quattro scale mobili e due ascensori, garantendo in questo modo l'accessibilità a passeggeri con mobilità ridotta. La linea tuttavia resta nel suo insieme non accessibile, dato che non vi è un ingresso accessibile alla stazione di Waterloo.
Nel corso della Pandemia di COVID-19, i servizi sulla linea Waterloo & City furono sospesi per 15 mesi per via della minore domanda di traffico e della decisione della TfL di dare priorità all'utilizzo della maggiormente frequentata linea Central. La linea riaprì il 4 giugno 2021, in anticipo sulla data prevista del 21 giugno, inizialmente con un servizio limitato dalle 6 alle 10 del mattino e dalle 15:30 alle 19 del pomeriggio. Il completo servizio nei giorni feriali è stato ripristinato nel novembre 2021, mentre la riapertura nelle giornate di sabato è stata rinviata a tempo indeterminato. La Transport for London ha citato a giustificazione di quest'ultima decisione il fatto che già prima della pandemia il traffico di sabato era pari solamente a un sesto di quello dei giorni lavorativi.

## Mappa e stazioni

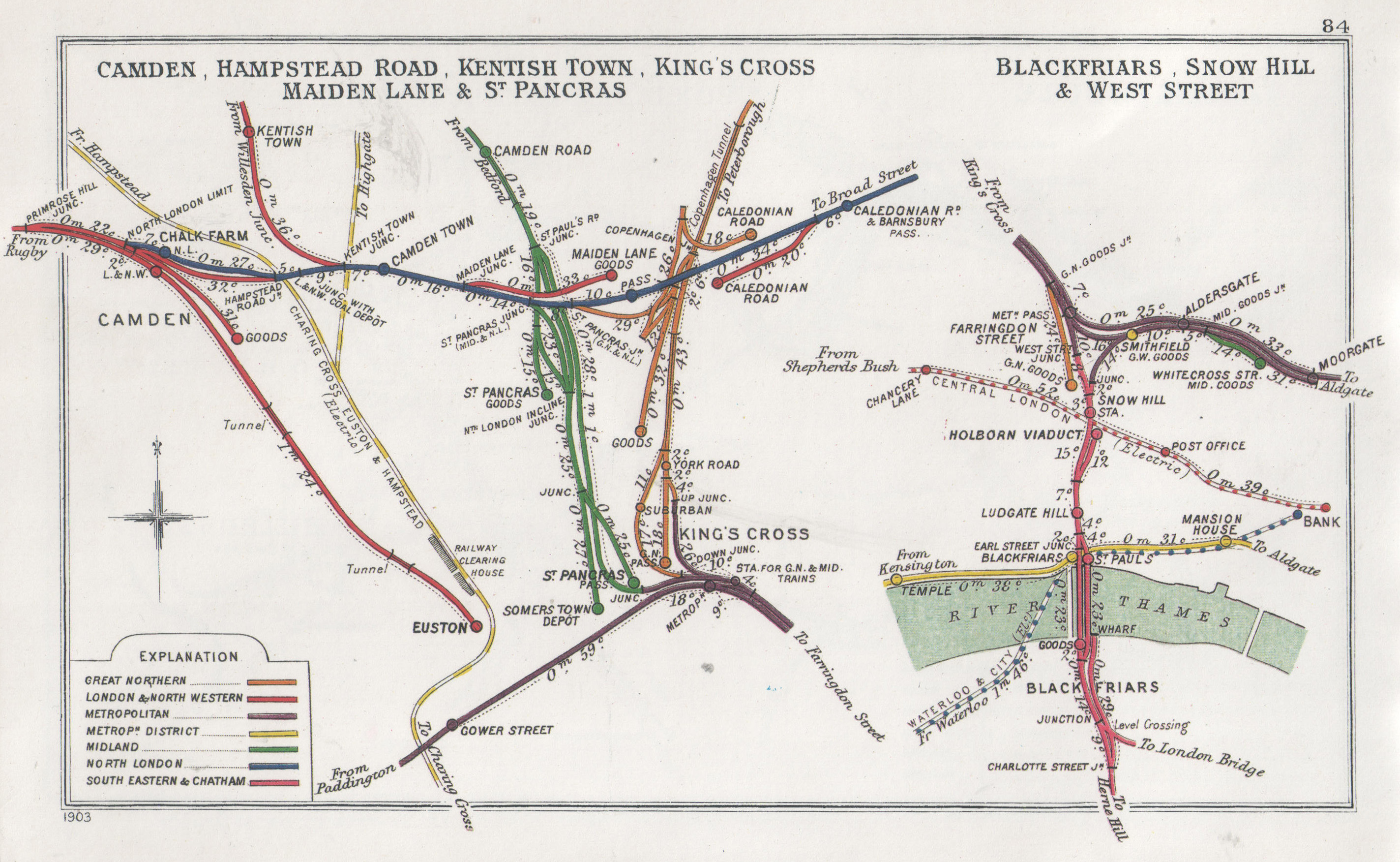
Una mappa del 1914 delle linee attorno a Blackfriars, mostrante il tracciato della Waterloo & City line.

| Stazione | Immagine | Apertura      | Informazioni aggiuntive                                   |
| -------- | -------- | ------------- | --------------------------------------------------------- |
| Bank     |          | 8 agosto 1898 | Aperta con il nome di City, rinominata il 28 ottobre 1940 |
| Waterloo |          | 8 agosto 1898 |                                                           |

## Sviluppi futuri
Ci sono state per oltre un secolo proposte di estendere la linea Waterloo & City. Nel 1913 la Metropolitan Railway, dopo avere acquisito la Great Northern & City Railway (oggi la Northern City Line) aveva preso in considerazione di collegarla alla linea Waterloo & City o alla linea Circle, ma nessuno di questi progetti fu portato avanti. Ogni estensione a nord della stazione di Bank sarebbe stata impraticabile per via del complesso sistema di tunnel già esistenti nella zona. Nel 1949 il London Plan Working Party Report prevedeva come progetto per la sua Linea G l'elettrificazione della ferrovia London, Tilbury & Southend e la sua deviazione dalla stazione di Fenchurch Street verso Bank e da lì alla stazione di Waterloo tramite i tunnel della linea Waterloo & City. I tunnel avrebbero dovuto essere allargati per ospitare treni di superficie di dimensioni standard, e il costo sarebbe stato proibitivo. Il piano revisionato del 1965 non citava la linea G ma concludeva che il prolungamento della W&CL verso nord fino a Liverpool Street era stato preso in esame e considerato impraticabile.
Negli anni ottanta si discusse nuovamente, come nel 1934, di costruire una stazione intermedia a Blackfriars, che si trova sull'itinerario della linea, ma in seguito l'idea venne accantonata. Il rapporto "Thameslink 2000" pubblicato nel 2006 dal Department for Transport sostiene che essa non porterebbe "significativi vantaggi di trasporto" a fronte di un rilevante impatto ambientale e aumento di costi.
Intorno alla metà degli anni 2010, la TfL ha iniziato a pianificare l'acquisto di nuovi stock di treni per rimpiazzare i convogli sulle linee Piccadilly, Central, Bakerloo e Waterloo & City. Nel giugno 2018 è stato scelto il sistema Inspiro della Siemens. Per il momento la TfL ha avuto disponibilità finanziaria sufficiente solo per l'acquisto dei treni della linea Piccadilly. Il contratto con Siemens prevede comunque un'opzione per 10 treni da destinare alla linea Waterloo & City in futuro, presumibilmente dopo il termine della consegna dei treni della linea Piccadilly negli anni 2030.

## Incidenti
Il 13 aprile 1948 si verificò un grave incidente che coinvolse l'"ascensore Armstrong" a Waterloo. All'epoca veniva ancora utilizzato il carbone per alimentare generatori sotterranei che fornivano energia agli uffici della stazione. Mentre alcuni vagoni venivano spinti sul piano di carico dell'ascensore, questo si ribaltò per via del mancato inserimento di quattro denti di arresto. I vagoni, incluso il locomotore di manovra, caddero nel pozzo e successivamente furono smantellati sul posto.

## Galleria d'immagini

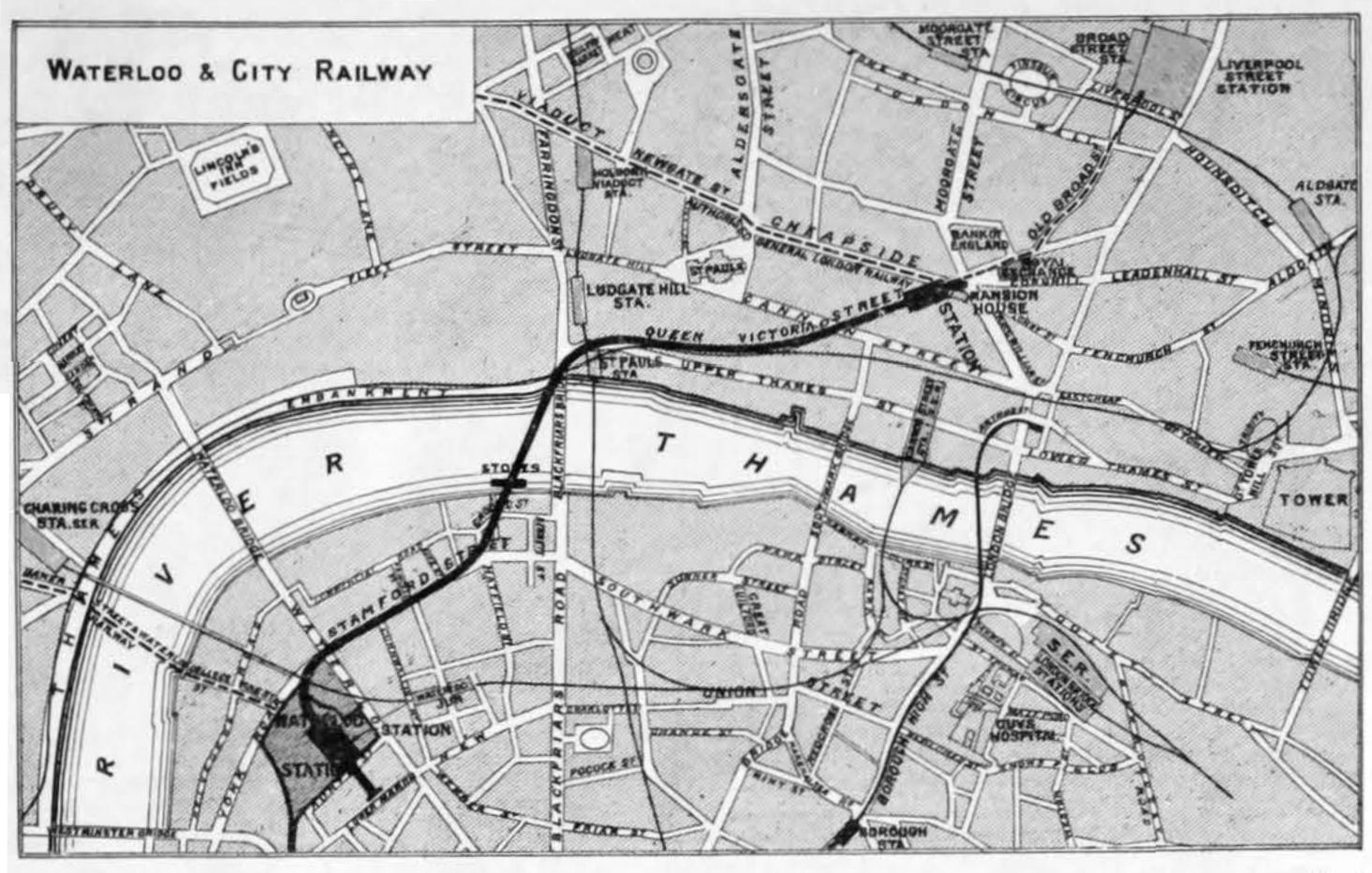
Mappa del progetto originale della Waterloo & City Railway.
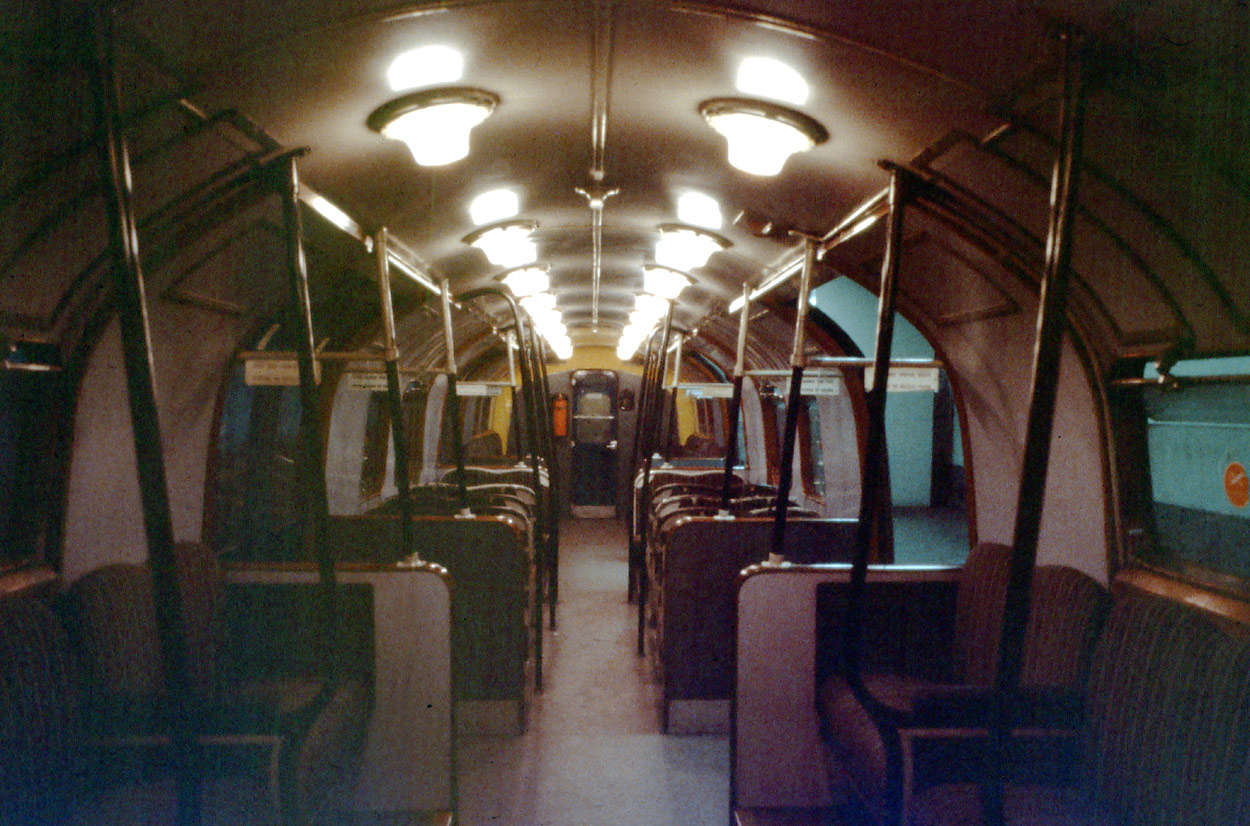
Interno dei vagoni in stile Art Deco dei treni della Classe 487.
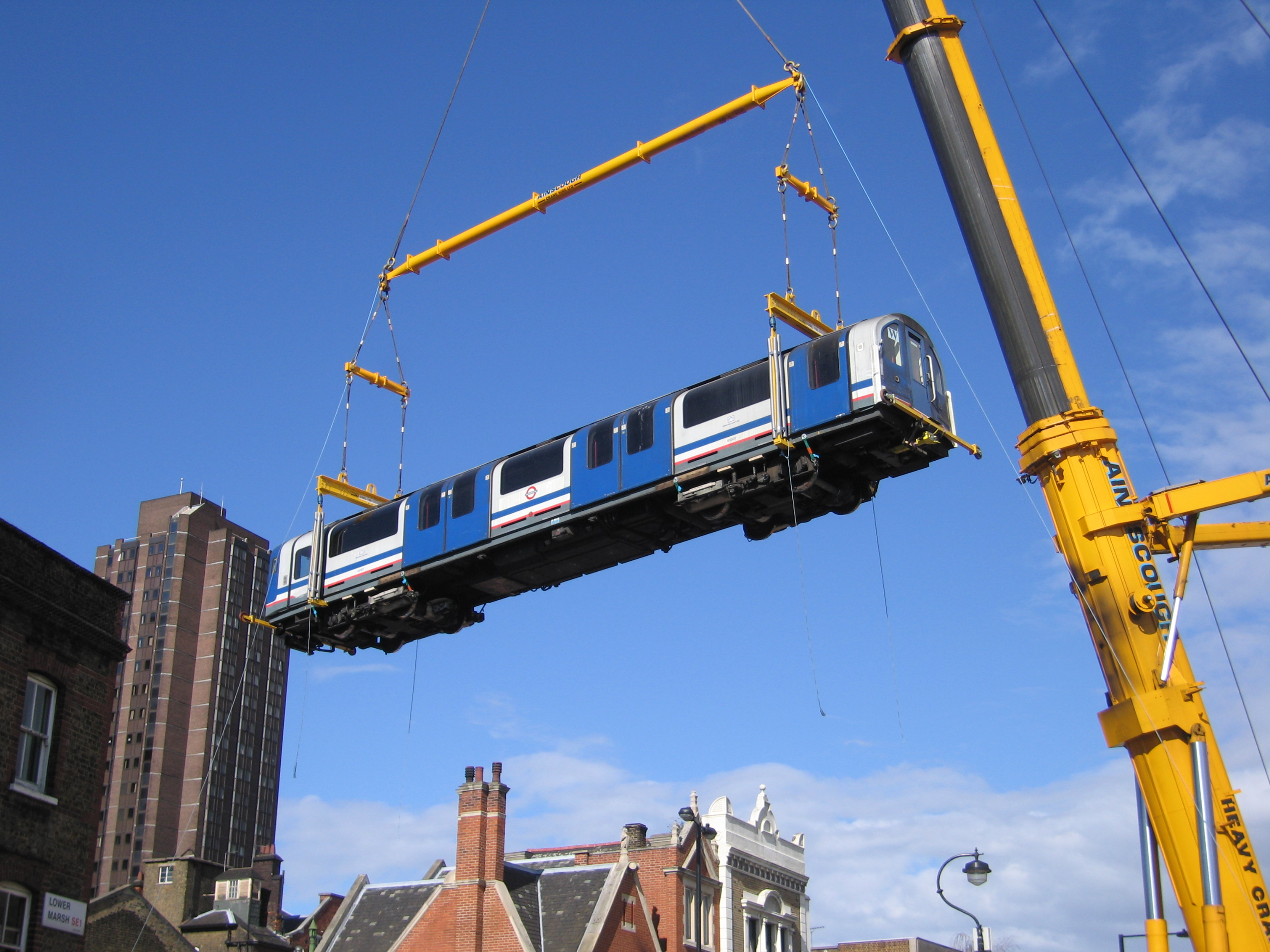
Una carrozza sollevata con la gru fuori dal deposito di Waterloo.
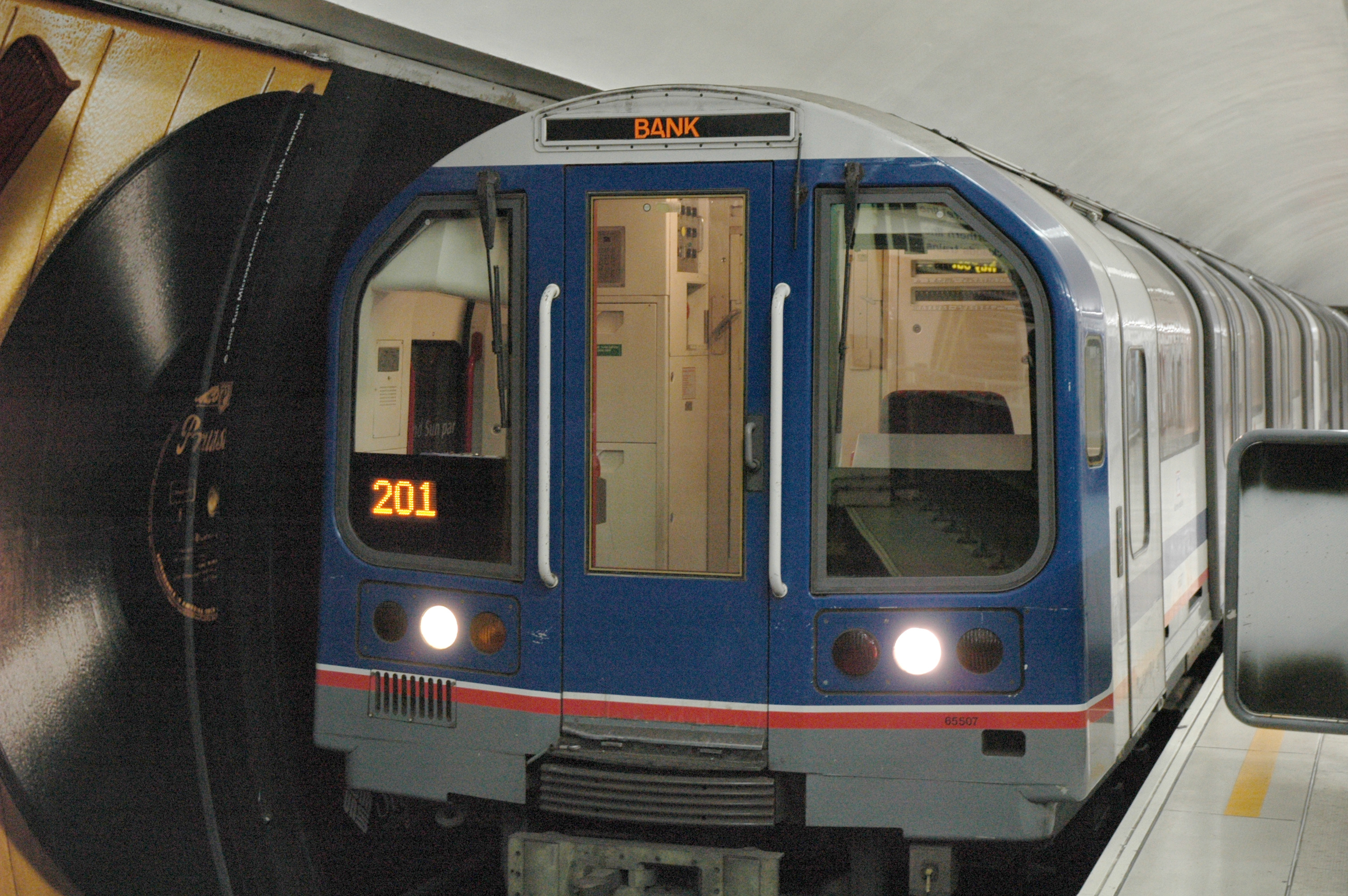
Un treno dello stock 1992 nella sua livrea originale del Network SouthEast alla stazione di Bank.
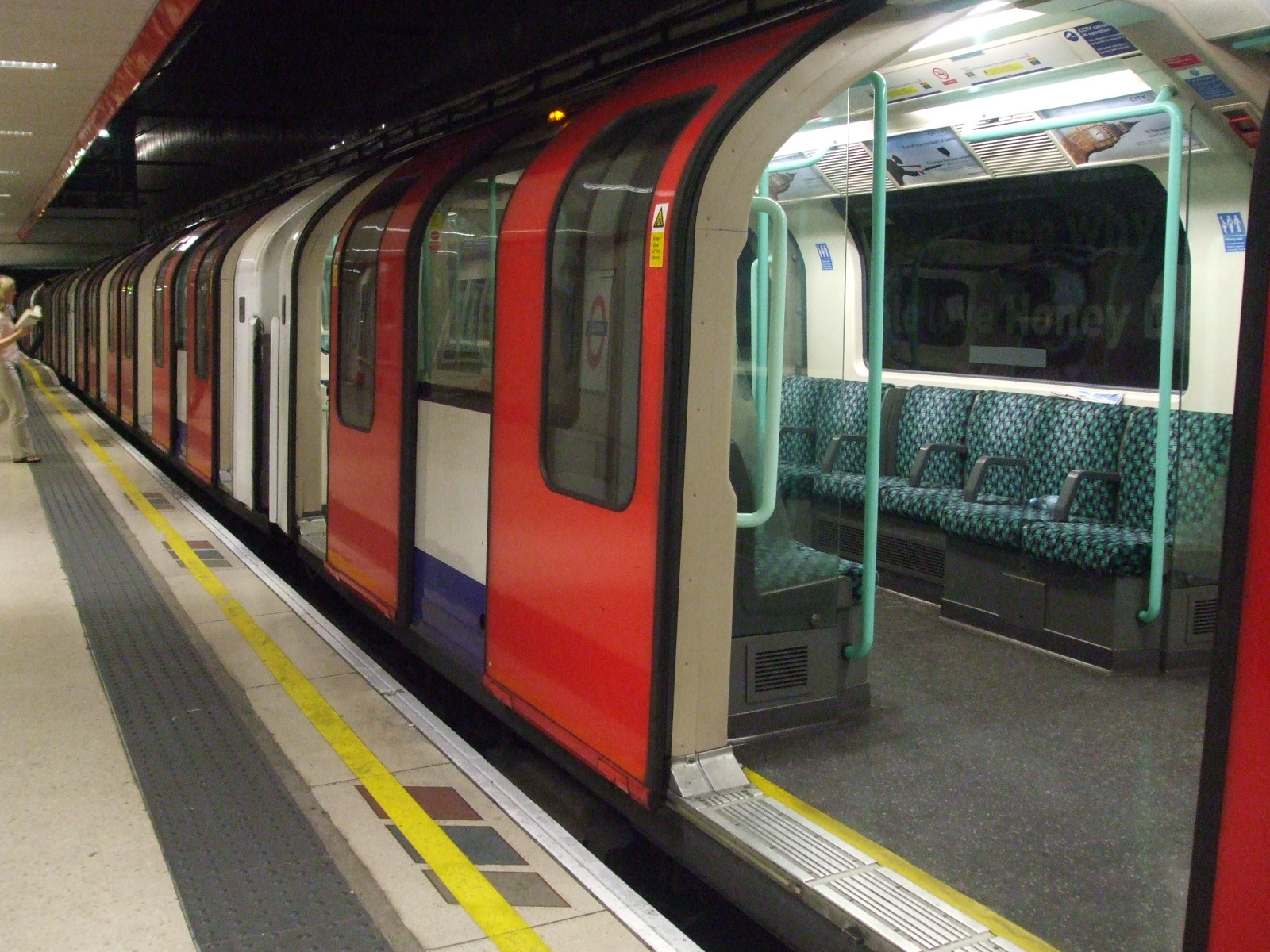
Treno ristrutturato dello stock 1992 alla stazione di Waterloo.
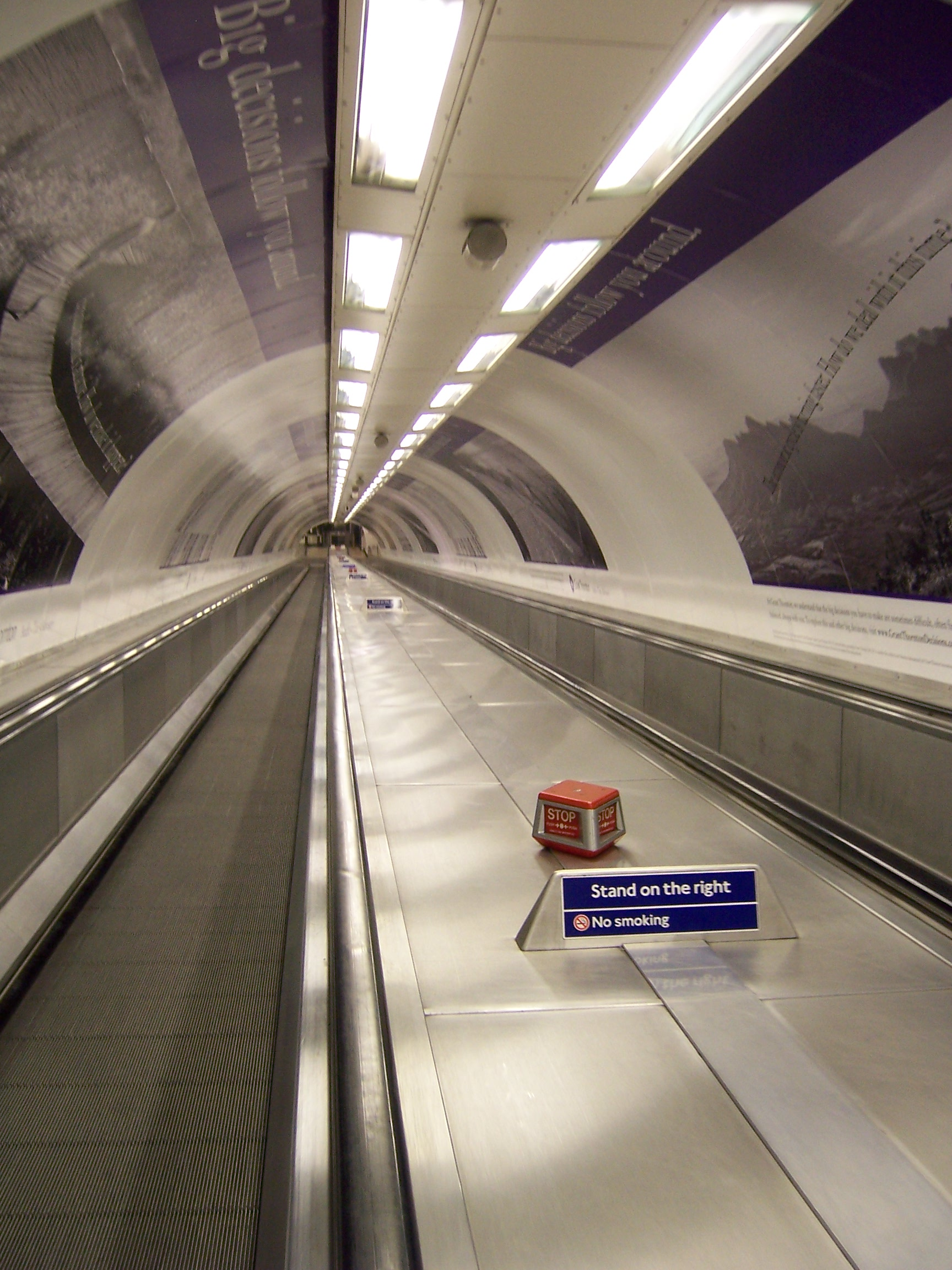
Passerella mobile alla stazione di Bank.

## Nella cultura di massa
Essendo chiusa di domenica, la Waterloo & City è diventata una location comoda e conveniente per le riprese cinematografiche e televisive, in particolar modo quando all'epoca della gestione della British Rail non era possibile ottenere il permesso di filmare in stazioni o linee della London Underground. Alcuni dei lavori dove figura la linea includono:
- il film Vendicherò il mio passato del 1953, che contiene un tentativo di suicidio sui binari.
- il film del regista e attore Norman Wisdom, Norman astuto poliziotto del 1962.
- la linea compare nella seconda stagione della serie televisiva della BBC del 1975 I sopravvissuti, dove rappresenta varie sezioni delle linee Northern e Central.
- la stazione di Waterloo della linea è stata usata nel film di Peter Howitt del 1998 Sliding Doors, dove rappresenta la stazione di Embankment e un'altra stazione della linea District non identificata.